# 메가니소프테라목
메가니소프테라목(Meganisoptera)은 고생대 석탄기 후기부터 페름기까지 번성했던 고시하강의 곤충이다. 현생 잠자리목과 닮았으며 크기가 매우 컸다.

## 사진

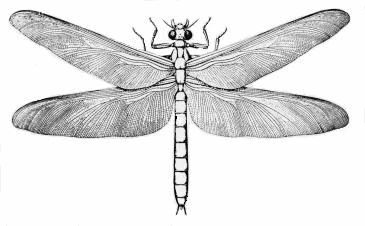
메가네우라의 복원도
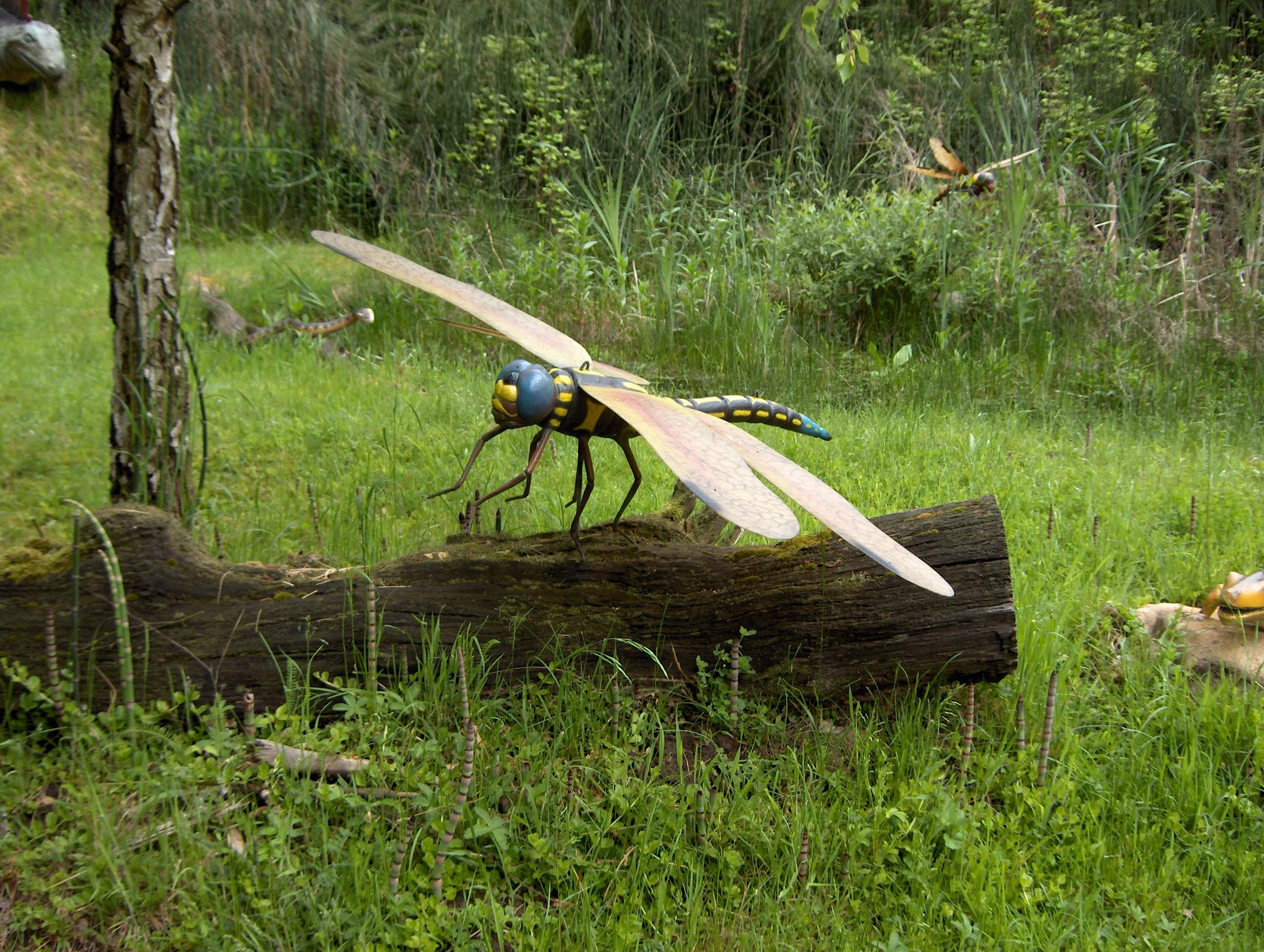
메가니소프테라목 복원 모형. 앞날개의 연문이 있는 점 등이 잘못 묘사되었다. 모형의 체색은 왕잠자리과의 종류에서 기반한 것으로 보인다.